# Norbert Gœneutte
Norbert Gœneutte, né à Paris le 23 juillet 1854 et mort le 9 octobre 1894 à Auvers-sur-Oise, est un artiste peintre, graveur et illustrateur français.

## Biographie

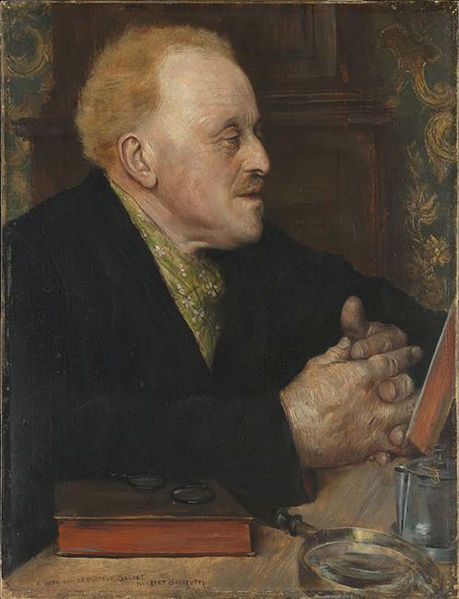
Le Docteur Paul Gachet, 1891, Paris, musée d'Orsay.

Fils aîné d'une famille de six enfants, Norbert Gœneutte voit le jour le 23 juillet 1854 au 35, rue Louis-le-Grand à Paris, au domicile de son père originaire de Saint-Omer, installé dans la capitale en 1850. Dans les années 1860, il sera pensionnaire à Villiers-le-Bel, avec sa sœur aînée Reine. Il est ensuite externe du lycée Condorcet. En 1871, il obtient son baccalauréat, son père le place chez un notaire et meurt quelque temps après. 
Il persuade sa mère que ce métier n'est pas fait pour lui et il entre à l'École des beaux-arts de Paris dans l'atelier d'Isidore Pils, qui meurt en 1875. Son remplaçant, Henri Lehmann, n'est pas apprécié par les élèves qui écrivent à Édouard Manet pour recevoir son enseignement. Ce dernier refuse, une partie reste avec Lehmann. Gœneutte s'installe alors dans l'atelier qui fut celui de Eugène Devéria (1805-1865), et de son élève Henri Victor Devéria (1829-1897) au 21, rue Breda dans le quartier de Montmartre. Il fréquente le restaurant Chez le père Lathuille au 7, avenue de Clichy avec son ami Georges Rivière et y rencontre Édouard Manet ainsi qu'Émile Zola, et un ami commun, le graveur Marcellin Desboutin, qui va l'initier à son art. Il y rencontre également Edgar Degas, Pierre-Auguste Renoir qui le fait poser rue Saint-Georges pour ses tableaux du Bal du moulin de la Galette, de La Balançoire et de La Tonnelle. Victor Vignon et Gustave Caillebotte sont également des habitués des lieux avec bien d'autres. C'est dans cet établissement que fut organisé le banquet pour l'exposition rétrospective de Manet à l'École des beaux-arts de Paris. Son meilleur ami est Henri Guérard, qui a épousé Eva Gonzalès, élève et modèle de Manet. Guérard et Norbert publie des gravures dans Paris à l'eau-forte (1876).
En 1878, il fait la connaissance du collectionneur Hippolyte Fortin, dont il fait deux portraits. Il se rend à Londres en 1880. En 1881, il réside  au 3, rue Houdon à Paris et part au mois de juin en Normandie avec Fortin ; ils seront de retour en 1882. En 1886, il demeure à Paris au 56, cité des Fleurs à côté du Café Guerbois, situé au 11, avenue de Clichy, aujourd'hui disparu. Il peint quelques sujets sur des tambourins pour le décor du restaurant Au Tambourin de la modèle italienne Agostina Segatori qui vient d'ouvrir au 62, boulevard de Clichy et qui disparaîtra en 1887.
En 1887, il emménage au 62, rue de Rome et vend correctement sa peinture. Il retourne à Honfleur et part aux Pays-Bas. Il adhère à la Société des peintres-graveurs, créée par son ami Henri Guérard avec Félix Bracquemond à l'automne 1888. Mais celle-ci va se transformer en limitant son accès aux seuls artistes français, ce qui fâchera Camille Pissarro qui est d'origine danoise. Il expose à l'Exposition universelle de Paris de 1889 cinq toiles et voyage à travers la France. En 1890, il part pour Venise. Le docteur Paul Gachet lui conseille de s'installer à Auvers-sur-Oise en 1891, où il va retrouver tous les artistes qui gravitent autour de Charles-François Daubigny depuis 1861.
Avec sa mère, sa sœur Reine, et son frère Charles, il s'installe dans une maison, « La Villa Musette », ayant appartenu au graveur Martinez et que lui trouve Paul Gachet. Il réalise alors le Portrait du Docteur Gachet (Paris, musée d'Orsay).
Graveur hautement qualifié, il maîtrise toutes les techniques : manière noire, aquatinte, vernis mou, pointe sèche et roulette. Entre 1871 et 1894, Norbert Gœneutte grave plus de 200 œuvres.
Il figure dans La Soupe du matin (1880, Paris, palais du Luxembourg) un tableau représentant la distribution de soupe aux miséreux parisiens par le restaurant Brébant, à l'aube, heure de sortie des derniers riches convives ; l'œuvre, exposée au Salon de 1880 au palais de l'Industrie à Paris, fut remarquée. 
Norbert Gœneutte, meurt le 9 octobre 1894 des suites de la tuberculose. Il repose près des frères Van Gogh dans le cimetière d'Auvers-sur-Oise.

## Collections publiques
- Canada
  - Ottawa, Musée des beaux-arts du Canada : Fantaisie, 1877, eau-forte et pointe sèche sur papier vergé crème.
- États-Unis

- - Baltimore, musée d'Art :
    - Rotterdam, 1891, dessin ;

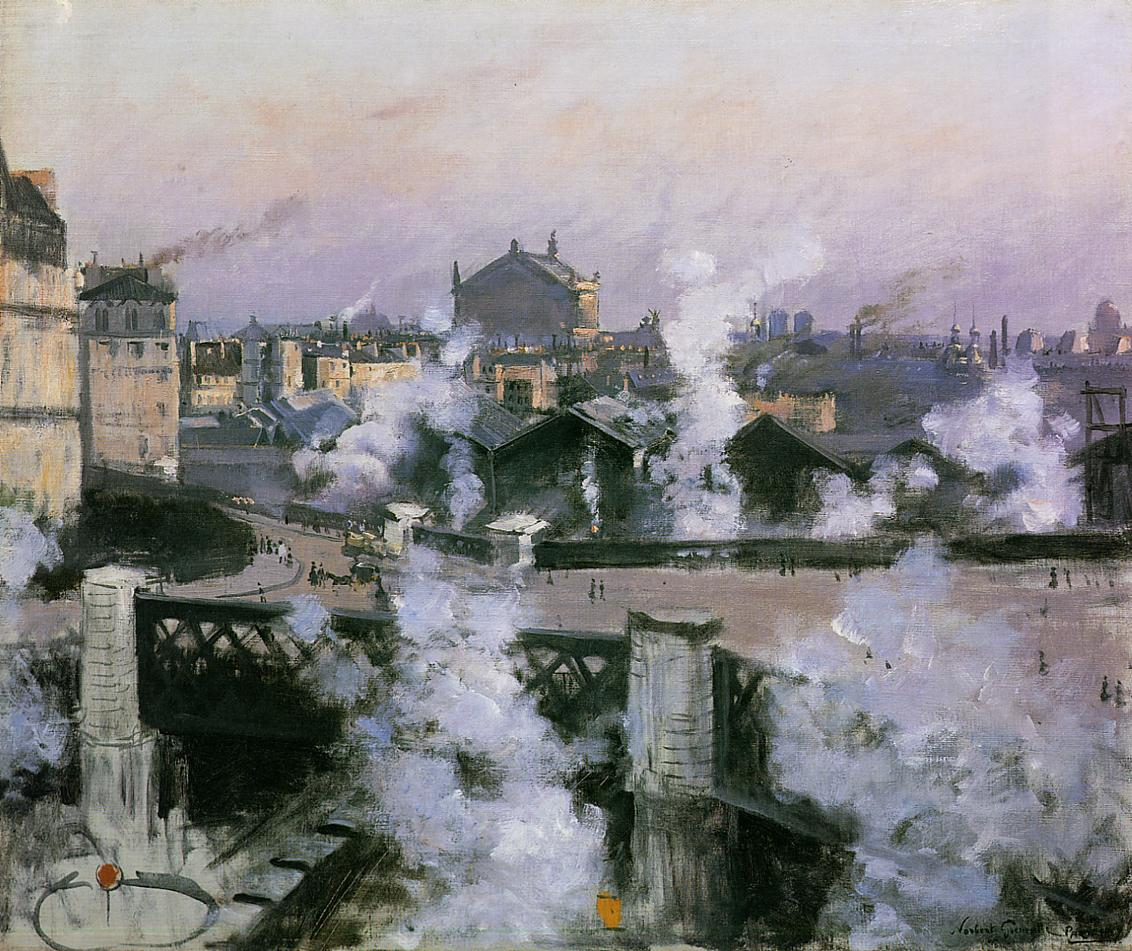
Le Pont de l'Europe et la gare Saint-Lazare, 1888, musée d'Art de Baltimore.

    - Homme de profil, 1891, dessin sur papier beige ;
    - Vue de la gare Saint-Lazare, Paris, 1887, huile sur toile, 48 × 56 cm[5]

  - Boston, musée des Beaux-Arts : Route à Auvers, 1892, huile sur toile.
  - Cambridge, Fogg Art Museum :
    - Henri Guérard consultant un carton d'estampes, 1876, eau-forte et roulette ;
    - Alice, estampe.

  - San Francisco, musée des Beaux-Arts : Le Pont Neuf, estampe.
- France
  - Auvers-sur-Oise, musée Daubigny :
    - Le Port de Rotterdam, 1887, dessin ;
    - Le Port de Rotterdam, huile sur toile.

  - Bordeaux, musée des Beaux-Arts : Portrait en pied de John-Lewis Brown, vers 1888, crayon sur carton.
  - Le Havre, musée d'Art moderne André-Malraux : Les Haleurs du Havre, la Paye, 1882, gravure par Eugène Gaujan d'après la peinture de Gœneutte.
  - Moulins, musée Anne-de-Beaujeu : Au Louvre devant une fresque de Botticelli, 1892, huile sur toile.
  - Paris :
    - Bibliothèque nationale de France : Serveuses du Bouillon Duval à Paris, 1891, gravure. Le restaurant économique a été ouvert à Paris par un boucher du nom de Duval (1811-1870).
    - musée Carnavalet :
      - Marchande de fleurs sur le Boulevard, 1878, estampe ;
      - Le Lavoir de Plailly, eau-forte ;
      - Sur la jetée du Havre, 1884-1887, estampe ;
      - Le Port de Dieppe, 1888, estampe ;
      - Portrait de Charles frère de l'artiste, pointe-sèche.

    - musée du Louvre, département des arts graphiques :
      - Vue de Papendrecht, 1893, dessin aquarellé sur une lettre à Eugène Murer ;
      - Lettre à M. Bouvenne Auglaus, lettre autographe ;
      - Marcella, crayon noir, plume, encre brune et aquarelle ;
      - Samedi 9, lettre autographe.

    - musée d'Orsay : Portrait du Docteur Paul Gachet, 1891, huile sur bois.

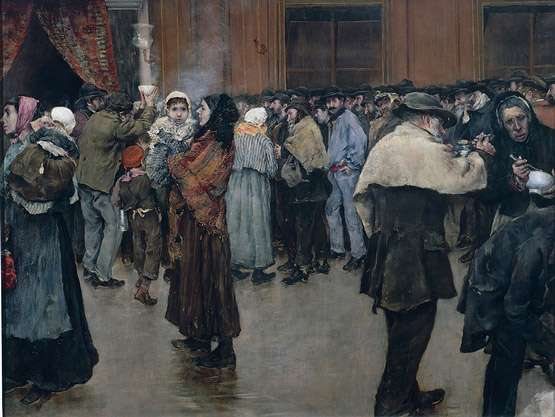
La Soupe du matin, 1880, Paris, palais du Luxembourg, Sénat.

- -     - palais du Luxembourg, Sénat : La Soupe du matin, 1880, huile sur toile. Exposée la même année au palais de l'Industrie.

  - Strasbourg, musée d'Art moderne et contemporain : Portrait d'un jeune homme au chapeau, eau-forte.
  - Vernon, musée Blanche Hoschedé-Monet :
    - Portrait de Jean Buhot, 1891, huile sur toile. Portrait de Jean Buhot à 6 ans en tenue d'écolier, fils du graveur Félix Buhot au 19, quai Bourbon, ami de l'artiste ;
    - Le Cellier, 1893, huile sur toile ;
    - Fleuriste boulevard Rochechouart, huile sur toile.

- Pays-Bas

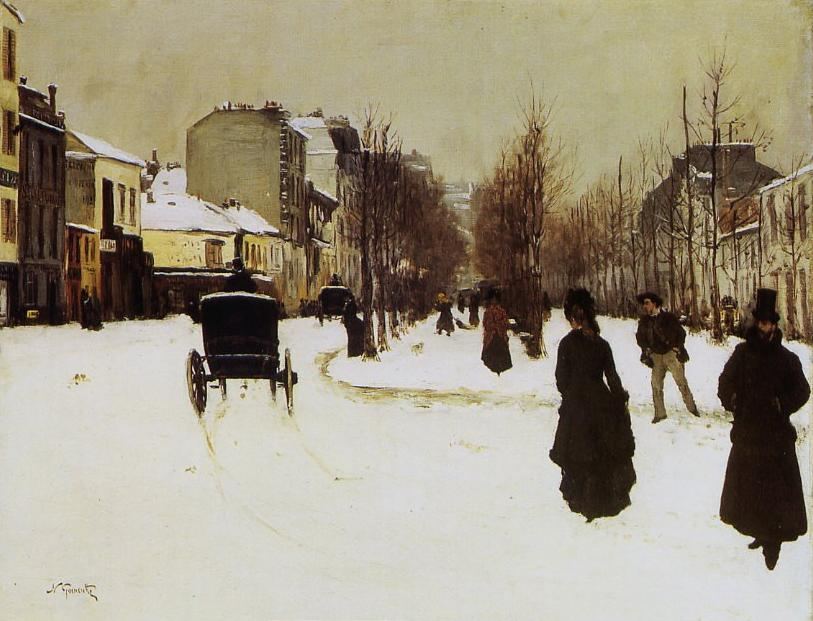
Le Boulevard de Clichy, par un temps de neige, 1876, Londres, Tate Britain.

  - Amsterdam, musée Van Gogh: La Petite Jetée, Le Havre, pointe sèche.
- Royaume-Uni
  - Londres, Tate Britain : Le Boulevard de Clichy, par un temps de neige, 1876, huile sur toile.

## Illustrations
- Paris à l'eau-forte, 1873-1876, journal consacré à la renaissance de la gravure.
- L'Art de la mode, 1880-1882, nombreuses illustrations dans cette revue de mode créée par Ernest Hoschedé, revue de 32 pages sur grand in-quarto.
- L'Art et la mode, 1883, nouveau titre de L'Art de la mode.
- Goeneutte's, 1887, album de gravure de L. Dumont, frontispice (estampe, eau-forte, aquatinte, pointe sèche).
- Henri Beraldi (dir.), Les Graveurs du XIXe siècle, 1888, frontispice (eau-forte).
- Émile Zola, La Terre, 1899.

Œuvres de Norbert Gœneutte
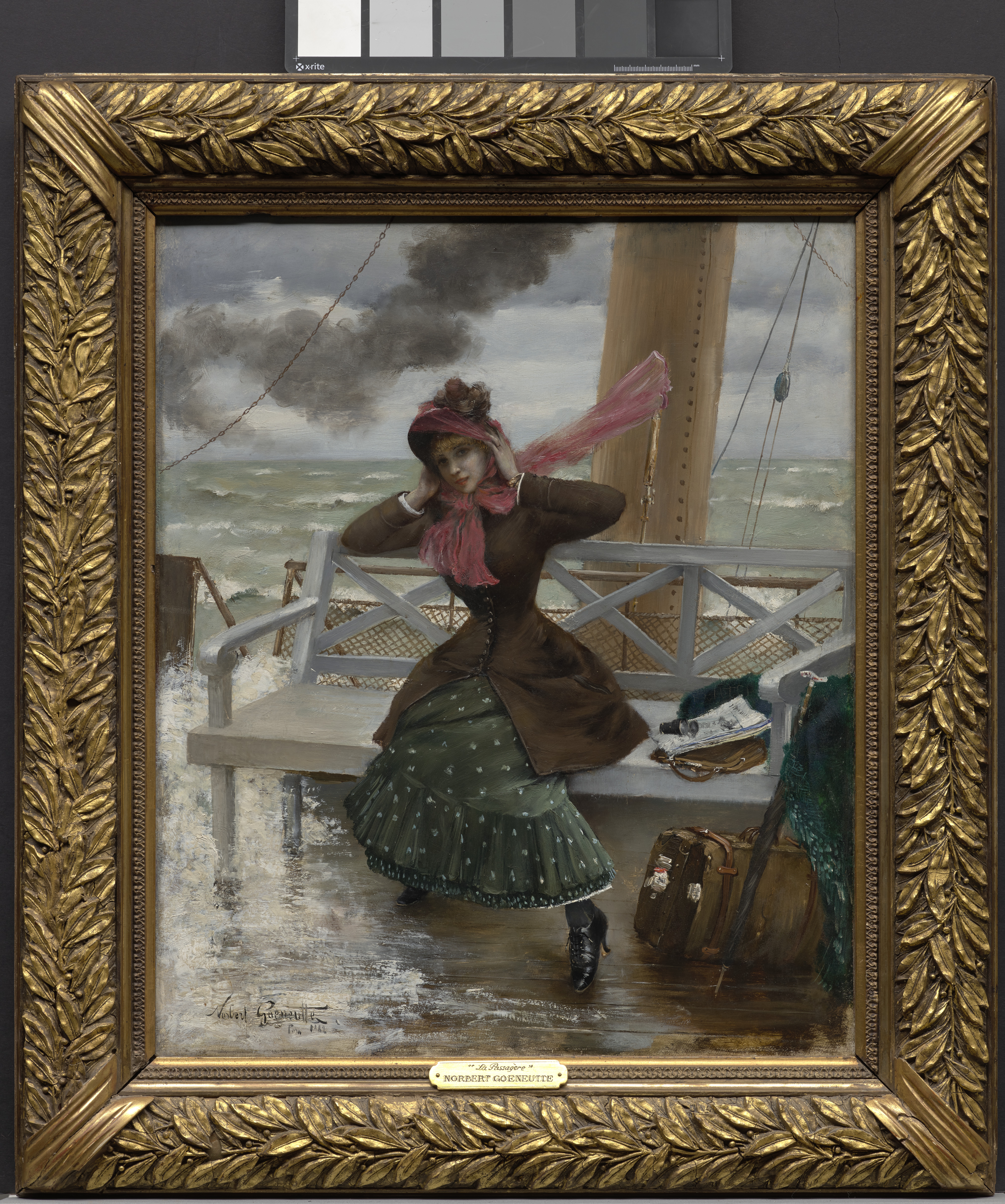
La Passagère, vers 1882, musée d'Art de Dallas.
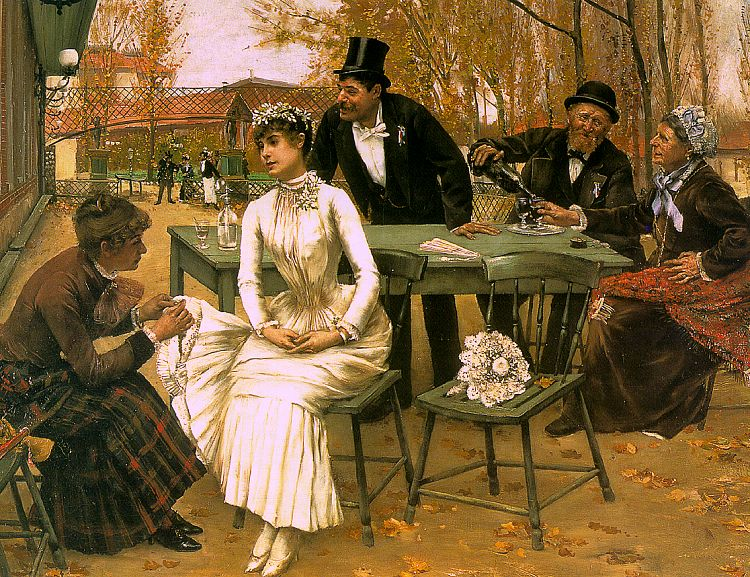
Le Premier Accroc, 1887, hôtel de ville de Vichy, salle des Mariages.
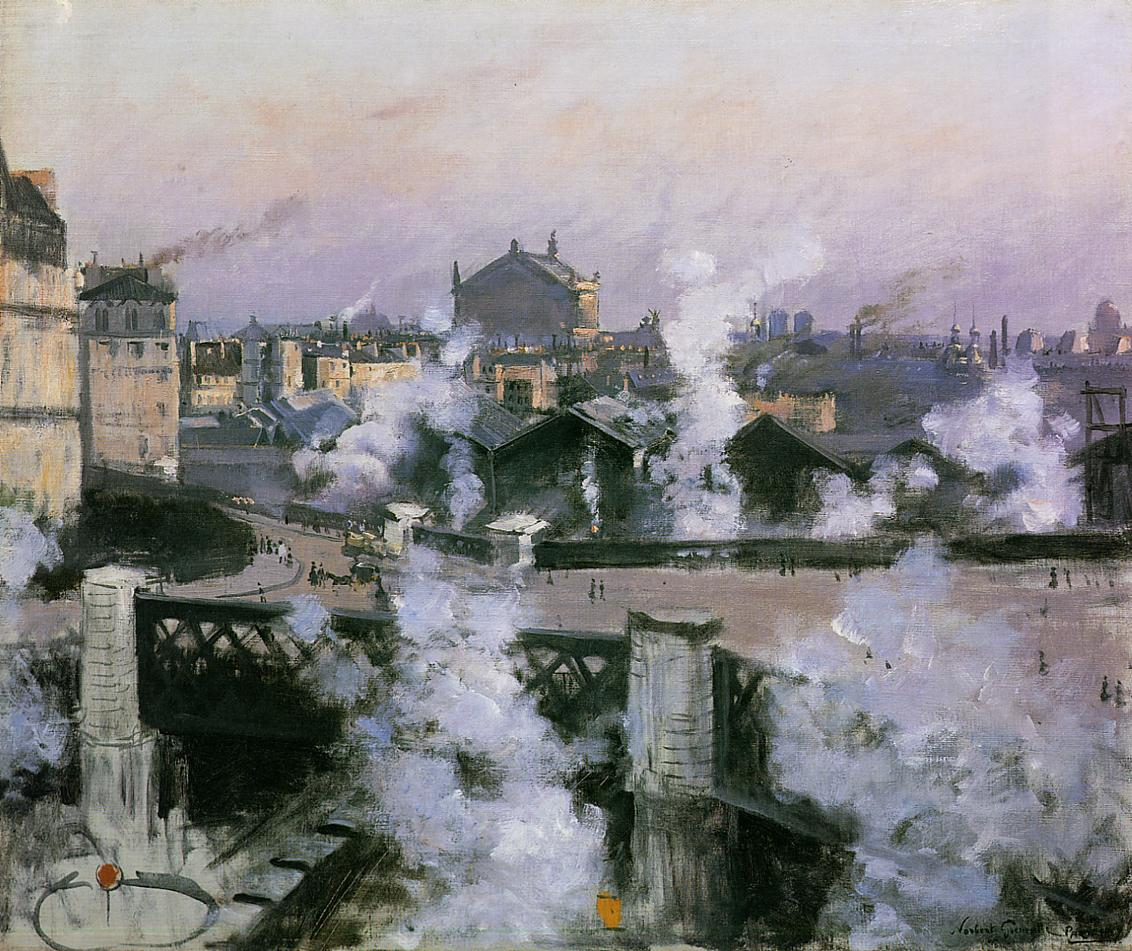
Le Pont de l'Europe et la gare Saint-Lazare, 1887, musée d'Art de Baltimore.
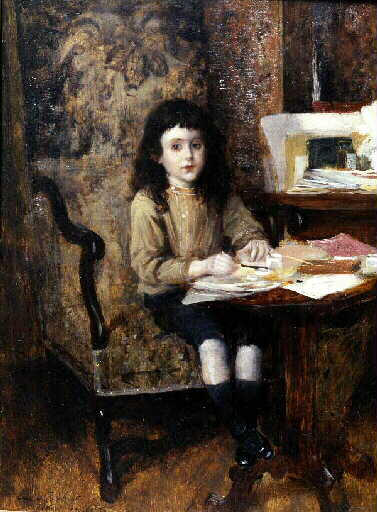
Portrait de Jean Buhot, 1891, Vernon, musée Blanche Hoschedé-Monet.

Estampes de Norbert Gœneutte
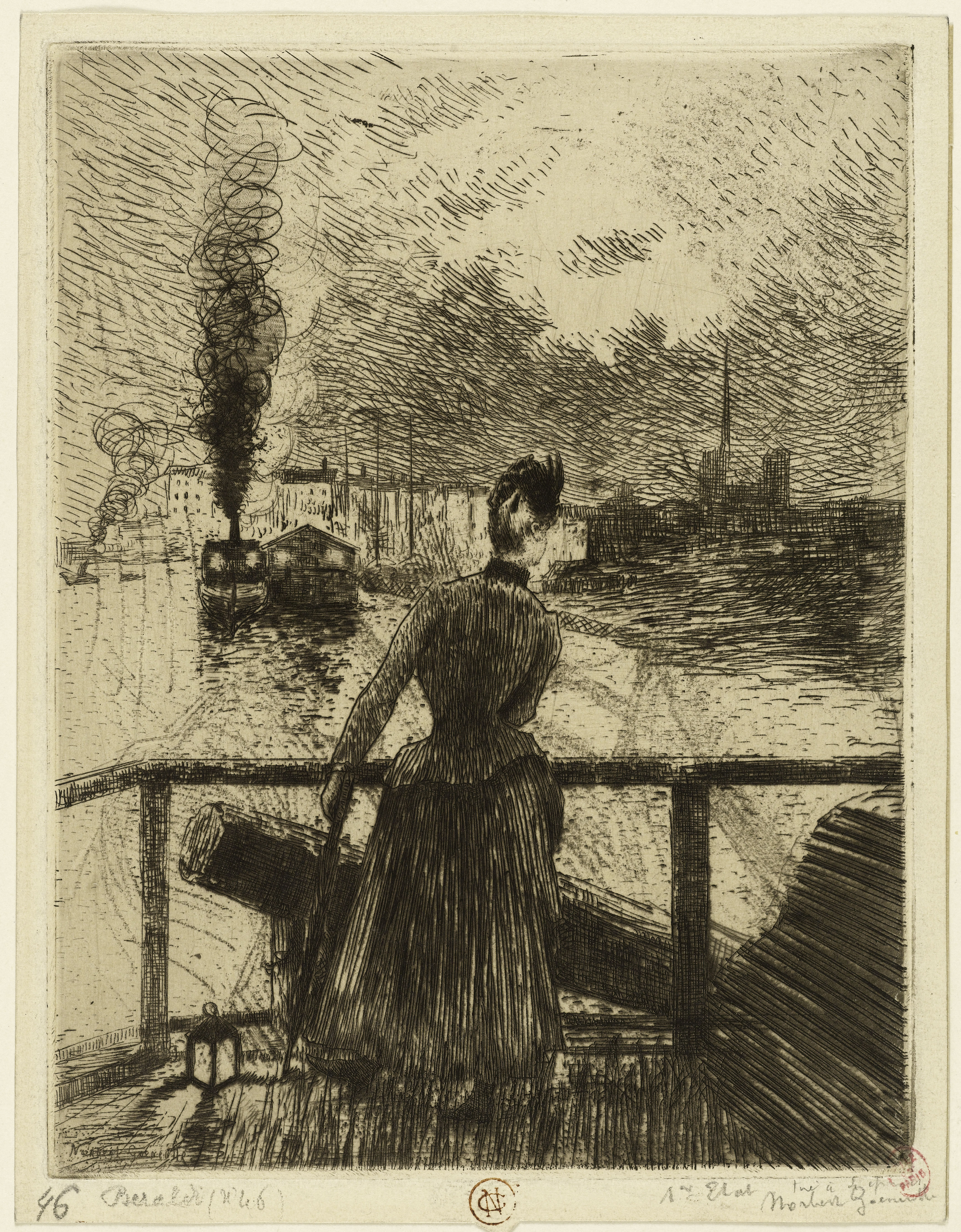
Femme sur l'estacade à Paris, entre 1884 et 1887, Paris, musée Carnavalet.
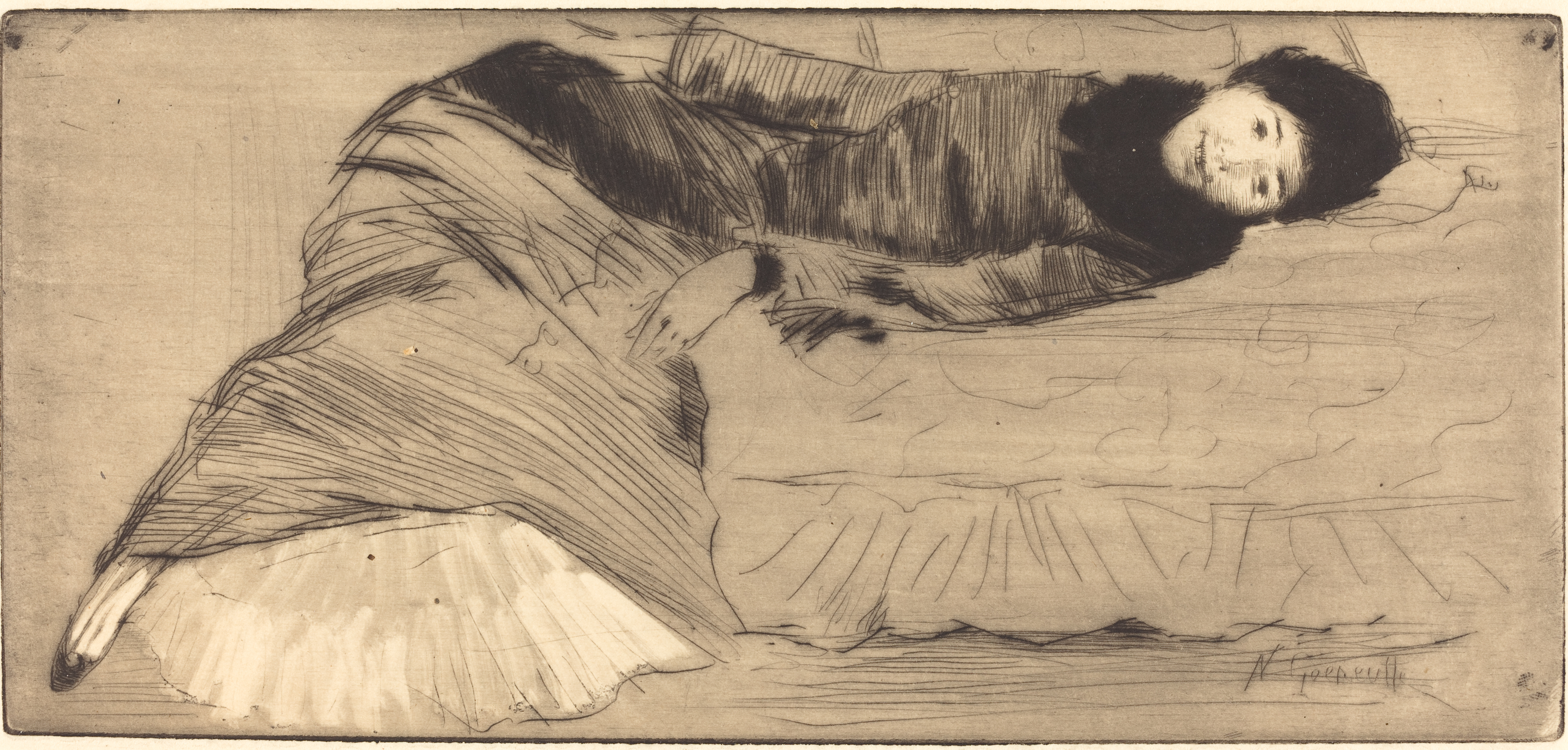
Femme souriant étendue sur un canapé, Washington, National Gallery of Art.
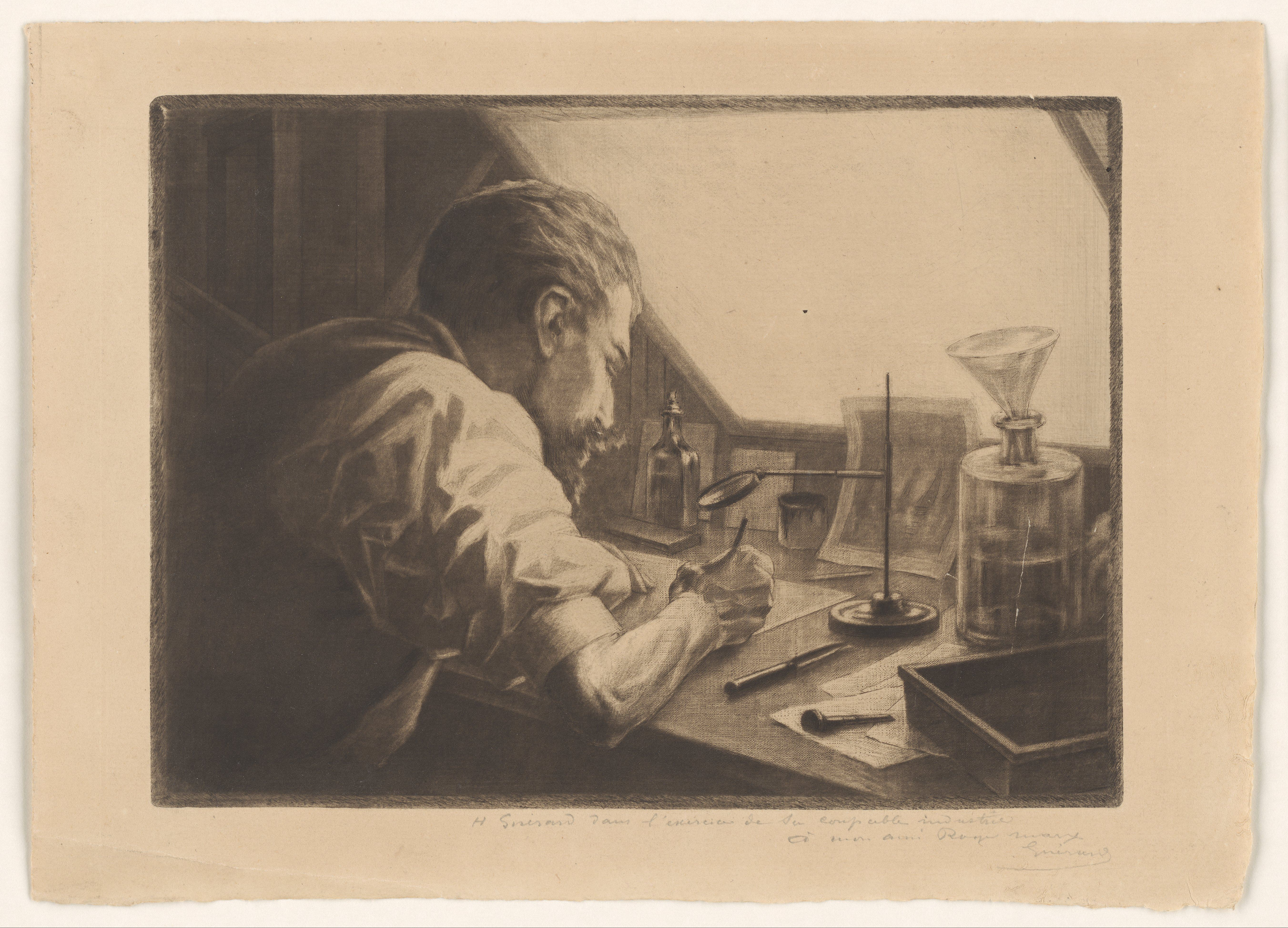
Portrait d'Henri Charles Guérard, Amsterdam, Rijksmuseum.

## Salons
Sauf précision, il s'agit d'huiles sur toile.
- Salon de 1876 : En classe ; Le Boulevard de Clichy sous la neige.
- Salon de 1877 : L'Appel des balayeurs devant l'Opéra ; Boulevard Rochechouart.
- Salon de 1878 : La Noce débarque ; La Femme en rose.
- Salon de 1879 : Dernier salut.
- Salon de 1880 : La Soupe du matin ; Portrait de Lady C.
- Salon de 1881 : La Criée.
- Salon de 1882 : La Vannière ; La Sœur de lait.
- Salon de 1883 : Les Haleurs au Havre, la paye, gravure ; Le Buveur ; Le Premier Accroc ; Portrait de Marguerite D., pastel ; Le Pont de l'Europe, pastel.
- Salon de 1886 : Le Dernier Coup de cloche aux halles.
- Salon de 1887 : Vue de Paris des hauteurs de Montmartre, estampe ; Le Crépuscule Parisien ; Les Haleurs au Havre, la Paye, dessin à la plume.
- Salon des artistes français de 1888 : La Fin du jour.
- Salon de 1889 : Reine Gœneutte, faisant la toilette de Jean Guérard.
- Salon de la Société des peintres-graveurs de 1889 chez Durand-Ruel avec trois générations de graveurs : Edgar Degas, Camille Pissarro, Félix Bracquemond, Henri Guérard, Félix Buhot et Lucien Pissarro.
- Salon des artistes français de 1890 : Le Froid en octobre ; La Mi-Carême ; Dans la lande ; La lecture ; Portrait de Mlle A. R. ; Portrait de Mlle P. ; Portrait de Mlle A. G..
- Salon des artistes français de 1891 : Le Canal vu d'un balcon ; Le Grand Canal ; Les Bonnes du Bouillon Duval, gravure ; Un marché ; Un jeune homme regardant des gravures.
- Salon de la Société nationale des beaux-arts de 1892 : Le Portrait du Dr Gachet ; Bonne Journée ; Vue de Rotterdam ; Le Matin ; La Femme aux chardons bleus ; Au Louvre devant une fresque de Botticelli.
- Salon de la Société nationale des beaux-arts de 1893 : Portrait de femme dans un intérieur ; Brouillard nocturne ; Intérieur, Bretagne ; La Petite École.
- Salon de la Société nationale des beaux-arts de 1894 : Le Cellier.
- Salon de 1894 : Novembre, chrysanthèmes ; Au jardin ; Le Carnier ; Chaponval, la vieille route ; Route de Pontoise à Auvers ; Crépuscule du soir retour des champs ; Le Cellier.

## Expositions
- Exposition universelle de Paris de 1889 : L'Appel des balayeurs ; La Soupe du matin ; Le Dernier Salut ; La Descente des ouvriers dans Paris le matin ; La Fin du jour.
- École des beaux-arts de Paris, rétrospective du 20 au 30 avril 1895.
- Salon d'automne de 1929, exposition de l'ensemble de son œuvre gravé.
- Musée Camille-Pissarro à Pontoise, du 15 mai au 30 septembre 1982.
- Musée Camille-Pissarro à Pontoise, du 3 décembre au 19 février 1995.

## Hommages
Une rue porte son nom à Auvers-sur-Oise.